# Ваны
Ваны (др.-сканд. Vanir) — группа богов в германо-скандинавской мифологии, чей род заключил мир с асами, с которыми они то враждуют, то заключают союз.

## Ванахейм
Ваны обитают в своей стране — Ванахейме, которая согласно Саге об Инглингах, располагалась в Северном Причерноморье к западу от реки Ванаквисль (Дон).

## Список ванов
- Ньёрд — бог плодородия, ветра и морской стихии, живёт в Асгарде как заложник; отец Фрейра и Фрейи.
- Фрейр — бог лета, урожая, богатства и мира.
- Фрейя — богиня любви и красоты, дочь Ньёрда, ведьма, обучившая асов колдовству.
- Гулльвейг — злая колдунья, послужившая причиной войны асов и ванов.

## Война асов и ванов
В первые годы от сотворения мира ваны, видимо, послали асам женщину Гулльвейг (что значит «сила золота»), живое воплощение алчности. Бог Один трижды пытался уничтожить её, и трижды она оживала. В отмщение за оскорбление, асы начали войну против ванов.
В войско метнул

Один копьё,

это тоже свершилось

в дни первой войны;

рухнули стены

крепости асов,

ваны в битве

врагов побеждали.
«Прорицание Вёльвы», строфа 24

Позже боги заключили мирный договор и обменялись друг с другом заложниками. С тех пор некоторые ваны — Фрейр, Фрейя и Ньёрд — поселились в Асгарде, а асы Хёнир и Мимир живут с ванами. Впоследствии Хёнир стал вождем ванов, тогда как Мимиру отрубили голову и послали её обратно Одину. Один через его чародейство оживил голову и теперь она разговаривает и даёт ему мудрые советы.

## Квасир
Квасир — бог мудрости, возникший из слюны асов и ванов, которые совершили обрядовое смешение слюны в чаше при заключении мира.

## Ваны и славяне
Славист XIX века П. Шафарик сближал имя ванов с этнонимом венеды, (фин. Venäläiset «русские»), а также топонимом Вантит.